# Achirus lineatus
Espèce
La sole américaine (Achirus lineatus) est une espèce de poissons pleuronectiformes (c'est-à-dire des poissons plats ayant des côtés dissemblables).